# Ammerbuch

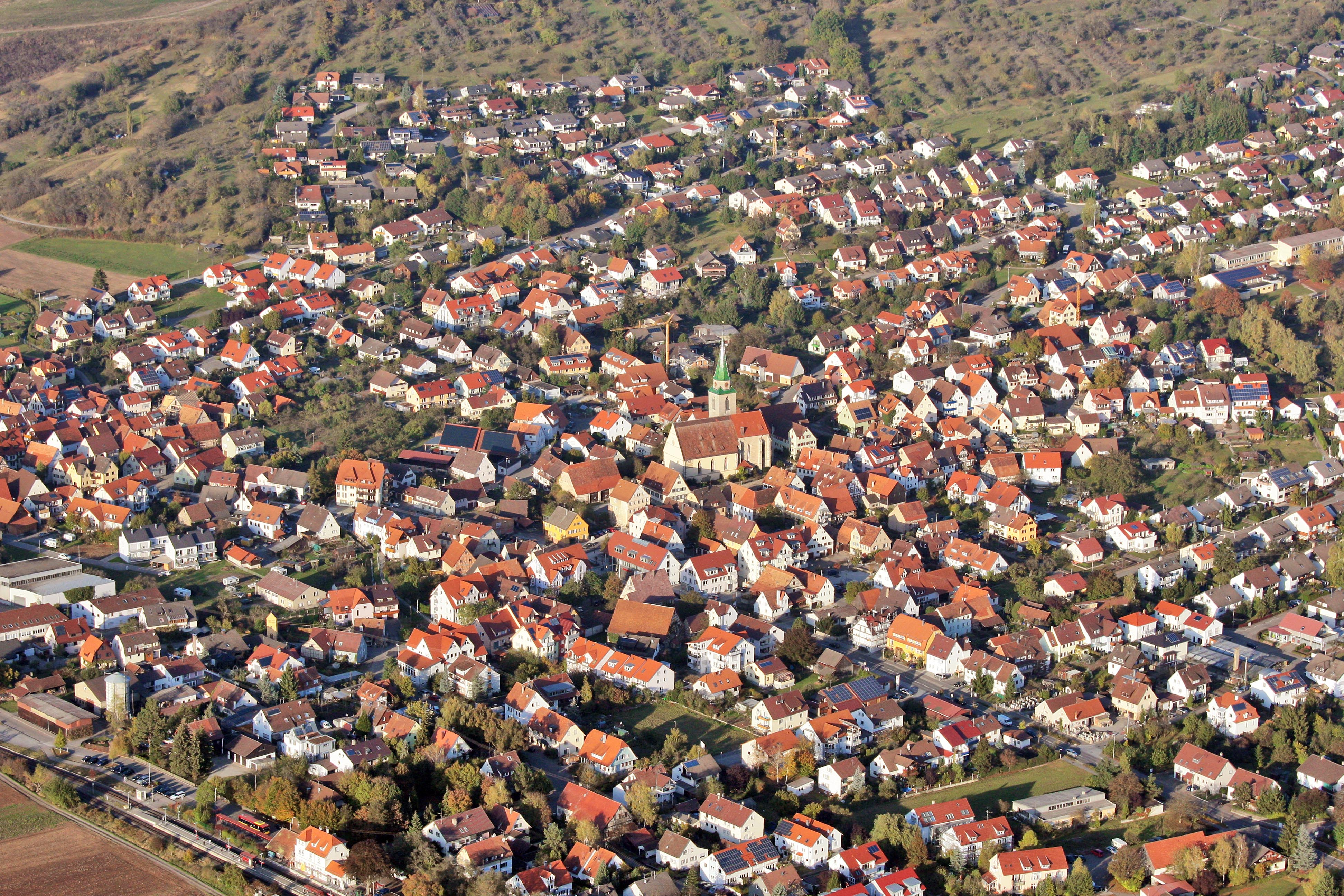
Luftbild Ammerbuch-Entringen

Ammerbuch ist eine Gemeinde im Landkreis Tübingen. Sie gehört zur Region Neckar-Alb und zur Randzone der deutschen Metropolregion Stuttgart. Der Gemeindename entstand durch Wortzusammenziehung von Ammer und Schönbuch. Sitz der Gemeindeverwaltung ist Entringen. Verwaltungsstellen befinden sich in Altingen, Breitenholz, Pfäffingen, Poltringen und Reusten.

## Geographie

### Geographische Lage
Die Gemeinde liegt in 345 bis 551 Meter Höhe, zum Teil am Rand des Naturparks Schönbuch und zum Teil im Tal der Ammer im nördlichen Gäu.

### Geologie
Ammerbuch liegt im Gäu, im Südwestdeutschen Schichtstufenland, das durch Keuper-, Gips- und Sandsteinschichten geprägt ist, die sich unter den Mergel-, Lehm- und Lössböden des Ammertals befinden. Das Gemeindegebiet befindet sich am Rand der Erdbebenzone des Hohenzollerngrabens. 
Seit 1750 wurde in Reusten Muschelkalk abgebaut, der letzte Steinbruch wurde 1970 eingestellt. In Breitenholz, Entringen, Poltringen und Altingen wurde Gips abgebaut, heute ist nur noch der Gipssteinbruch in Altingen in Betrieb. In den südlichen Dörfern an der Ammer gab es zeitweise Lehmgruben. Im nördlichen Schönbuch, aber auch in Breitenholz, wurde seit 1383 Sandstein gebrochen.

### Nachbargemeinden
Folgende Städte und Gemeinden grenzen an die Gemeinde Ammerbuch (im Uhrzeigersinn beginnend im Norden) und gehören zum Landkreis Tübingen beziehungsweise zum Landkreis Böblingen¹: Herrenberg¹, Altdorf¹, Tübingen, Rottenburg am Neckar und Gäufelden¹

### Gemeindegliederung
Die Gemeinde Ammerbuch besteht aus den sechs Ortsteilen Altingen (8,58 km² Fläche; 2551 Einwohner am 31. Dezember 2021), Breitenholz (10,82 km²; 745), Entringen (13,94 km²; 3812), Pfäffingen (3,70 km²; 1689), Poltringen (4,84 km²; 1822) und Reusten (6,11 km²; 969). Die offizielle Benennung der Ortsteile erfolgt in der Form „Ammerbuch-…“, sie sind räumlich mit den früheren Gemeinden gleichen Namens identisch. Der Gemeinderat der Gemeinde Ammerbuch wird nach dem System der Unechten Teilortswahl gewählt, deshalb bilden die Ortsteile als Wohnbezirke bezeichnete Wahlkreise. Mit Ausnahme des Ortsteils Entringen bilden die Ortsteile Ortschaften im Sinne der baden-württembergischen Gemeindeordnung mit jeweils eigenem Ortschaftsrat und Ortsvorsteher als dessen Vorsitzender.
Zum Ortsteil Altingen gehören das Dorf Altingen und die Häuser Gipswerk. Zu den Ortsteilen Breitenholz, Pfäffingen, Poltringen und Reusten gehören jeweils nur die gleichnamigen Dörfer. Zum Ortsteil Entringen gehören das Dorf Entringen (Verwaltungssitz) und Schloss und Hof Hohenentringen.
Im Ortsteil Reusten liegt die abgegangene Ortschaft Röschenhofen.

### Klima
Ammerbuch ist durch ein mildes Klima geprägt, in einigen Teilorten wird noch im Nebenerwerb Weinbau betrieben. Nach der Tieferlegung der Ammer in den 1930er und 50er Jahren treten keine Probleme mit Überschwemmungen mehr auf.

### Schutzgebiete
In Ammerbuch gibt es zwei Naturschutzgebiete: Der Schönbuch-Westhang/Ammerbuch und das Natur- und Vogelschutzgebiet Kochhartgraben und Ammertalhänge. Ammerbuch hat zudem Anteil am Landschafts-, FFH- und Vogelschutzgebiet Schönbuch sowie am gleichnamigen Naturpark. Weitere Landschaftsschutzgebiete in Ammerbuch sind das Obere Ammertal mit dem Seitental Merkental und der Pfaffenberg. Auch das FFH-Gebiet Spitzberg, Pfaffenberg, Kochhartgraben und Neckar liegt teilweise in Ammerbuch.

## Geschichte

### Urgeschichte
Bei 2017 begonnenen archäologischen Grabungen wurde ein Grabensystem freigelegt, welche eine jungsteinzeitliche, genauer linearbandkeramisches Siedlung umgab. Dabei wurde unter anderem ein Skelett einer 30- bis 40-jährigen Frau entdeckt, die im 53. Jh. v. Chr. bestattet wurde. Besonders daran war eine gefundene Kette mit Kalksteinperlen, welche für diesen Zeitraum bislang nur aus dem Balkanraum und Karpatenbecken belegt waren.

### Bis zur Gemeindefusion
Die ältesten Zeugnisse einer Besiedlung des Ammertals gehen bis in die Jungsteinzeit zurück. Auf dem Kirchberg zu Reusten wurden Werkzeuge, Hütten und Gräber gefunden, deren Alter auf etwa 7000 Jahre geschätzt wird.
Auf dem Schopfloch in Pfäffingen wurde ein keltischer Friedhof aus der Zeit um 500 v. Chr. gefunden.
In Pfäffingen, Entringen und Poltringen finden sich Grundmauern römischer Gutshöfe. Eine Römerstraße, die später auch Königsstraße oder Ammertalstraße genannt wurde, führte von Sumelocenna (das heutige Rottenburg am Neckar) über Unterjesingen, Poltringen, Reusten und Altingen nach Herrenberg und weiter bis Portus (das heutige Pforzheim). Von 84–260 n. Chr. wurde das Ammertal von den Römern beherrscht, bevor diese von den Alemannen verdrängt wurden.
Im 3. Jahrhundert siedelten sich die aus Norddeutschland stammenden Alemannen unter anderem im Ammertal und an den Schönbuchhängen an. Vermutlich im 5. oder 6. Jahrhundert entstanden so die sechs Dörfer, die heute Ammerbuch bilden.
Die Dörfer befanden sich lange Zeit im Besitz der Grafen von Nagold, später auch ihrer Rechtsnachfolger, der Grafen von Tübingen. Jedes Dorf war mit einer Burg befestigt.
Um 1293 verkauften die Pfalzgrafen von Tübingen ihren Besitz an das Kloster Bebenhausen. Dieses baute seinen eigenen Herrschaftsbereich auf, dessen Sitz das Schloss Roseck oberhalb von Entringen und Unterjesingen am Schönbuchrand war. In Entringen, Altingen, Poltringen und Pfäffingen gab es außerdem reichsunmittelbare Rittergüter, die nicht dem Landesherren unterstanden.
Nach der Auflösung des Klosters Bebenhausen 1534/35 kamen die Dörfer zum größten Teil an das Herzogtum Württemberg und wurden evangelisch. Pfäffingen gelangte 1699 an Württemberg, die Hälfte von Altingen, zwei Drittel von Poltringen und ein Teil Reustens kamen in österreichischen Besitz und die davon betroffenen Untertanen wurden als Teil Vorderösterreichs katholisch.
1806 belohnte Kaiser Napoleon seinen treuen Bündnispartner Friedrich von Württemberg unter anderem auch dadurch, dass die vorderösterreichischen Landesteile um Rottenburg an das neu errichtete Königreich fielen. Die Dörfer wurden ab 1808 vom Oberamt Herrenberg verwaltet. In der Neuordnung während der NS-Zeit in Württemberg fielen sie im Jahr 1938 zum Landkreis Tübingen.
1945 wurden die Orte Teil der Französischen Besatzungszone und erfuhren somit 1947 die Zuordnung zum neu gegründeten Land Württemberg-Hohenzollern, welches 1952 im Bundesland Baden-Württemberg aufging.
Ammerbuch wurde am 1. Dezember 1971 im Rahmen der Gemeindereform durch den Zusammenschluss der Gemeinden Altingen, Breitenholz, Entringen, Pfäffingen, Poltringen und Reusten gegründet.

### Namensbildung
Der Name Ammerbuch ist nicht historisch gewachsen, sondern ein Kunstwort, das auf die landschaftliche Lage zwischen Ammertal und Schönbuch verweisen soll. Namen dieser Art sind typisch für die Gemeindereformen der 1970er Jahre in Württemberg (vgl. z. B. Albstadt, Filderstadt, Starzach, Weinstadt).

## Politik

### Gemeinderat
In Ammerbuch wurde der Gemeinderat bis 2014 nach dem Verfahren der unechten Teilortswahl gewählt. Ab 2019 wurde die unechte Teilortswahl abgeschafft und die Größe des Gemeinderats auf 22 Sitze festgelegt. Der Gemeinderat besteht aus den gewählten ehrenamtlichen Gemeinderäten und der Bürgermeisterin als Vorsitzende. Die Bürgermeisterin ist im Gemeinderat stimmberechtigt.
Die Kommunalwahl am 9. Juni 2024 führte zu folgendem Endergebnis.
| Parteien und Wählergemeinschaften | Parteien und Wählergemeinschaften           | % 2024  | Sitze 2024 | % 2019 | Sitze 2019 | Kommunalwahl 2024 %3020100 28,09 %27,61 %17,17 %14,13 %13,01 % GALCDUFWBWVSPDGewinne und Verlusteim Vergleich zu 2019 %p 6 4 2 0 −2 −4 −6 −8−6,51 %p+4,71 %p+0,77 %p+0,43 %p+0,61 %pGALCDUFWBWVSPD |
| GAL                               | Grüne Alternative Liste                     | 28,09   | 6          | 34,6   | 7          | Kommunalwahl 2024 %3020100 28,09 %27,61 %17,17 %14,13 %13,01 % GALCDUFWBWVSPDGewinne und Verlusteim Vergleich zu 2019 %p 6 4 2 0 −2 −4 −6 −8−6,51 %p+4,71 %p+0,77 %p+0,43 %p+0,61 %pGALCDUFWBWVSPD |
| CDU                               | Christlich Demokratische Union Deutschlands | 27,61   | 6          | 22,9   | 5          | Kommunalwahl 2024 %3020100 28,09 %27,61 %17,17 %14,13 %13,01 % GALCDUFWBWVSPDGewinne und Verlusteim Vergleich zu 2019 %p 6 4 2 0 −2 −4 −6 −8−6,51 %p+4,71 %p+0,77 %p+0,43 %p+0,61 %pGALCDUFWBWVSPD |
| FW                                | Freie Wählervereinigung                     | 17,17   | 4          | 16,4   | 4          | Kommunalwahl 2024 %3020100 28,09 %27,61 %17,17 %14,13 %13,01 % GALCDUFWBWVSPDGewinne und Verlusteim Vergleich zu 2019 %p 6 4 2 0 −2 −4 −6 −8−6,51 %p+4,71 %p+0,77 %p+0,43 %p+0,61 %pGALCDUFWBWVSPD |
| BWV                               | Bürgerliche Wählervereinigung               | 14,13   | 3          | 13,7   | 3          | Kommunalwahl 2024 %3020100 28,09 %27,61 %17,17 %14,13 %13,01 % GALCDUFWBWVSPDGewinne und Verlusteim Vergleich zu 2019 %p 6 4 2 0 −2 −4 −6 −8−6,51 %p+4,71 %p+0,77 %p+0,43 %p+0,61 %pGALCDUFWBWVSPD |
| SPD                               | Sozialdemokratische Partei Deutschlands     | 13,01   | 3          | 12,4   | 3          | Kommunalwahl 2024 %3020100 28,09 %27,61 %17,17 %14,13 %13,01 % GALCDUFWBWVSPDGewinne und Verlusteim Vergleich zu 2019 %p 6 4 2 0 −2 −4 −6 −8−6,51 %p+4,71 %p+0,77 %p+0,43 %p+0,61 %pGALCDUFWBWVSPD |
| Gesamt                            | Gesamt                                      | 100     | 22         | 100    | 22         | Kommunalwahl 2024 %3020100 28,09 %27,61 %17,17 %14,13 %13,01 % GALCDUFWBWVSPDGewinne und Verlusteim Vergleich zu 2019 %p 6 4 2 0 −2 −4 −6 −8−6,51 %p+4,71 %p+0,77 %p+0,43 %p+0,61 %pGALCDUFWBWVSPD |
| Wahlbeteiligung                   | Wahlbeteiligung                             | 69,88 % | 69,88 %    | 70,2 % | 70,2 %     | Kommunalwahl 2024 %3020100 28,09 %27,61 %17,17 %14,13 %13,01 % GALCDUFWBWVSPDGewinne und Verlusteim Vergleich zu 2019 %p 6 4 2 0 −2 −4 −6 −8−6,51 %p+4,71 %p+0,77 %p+0,43 %p+0,61 %pGALCDUFWBWVSPD |

### Bürgermeister
Bei der Bürgermeisterwahl am 16. Februar 2014 setzte sich die bisherige Gemeinderätin Christel Halm (CDU) mit 50,9 % im zweiten Wahlgang gegen vier Mitbewerber durch. Im ersten Wahlgang am 2. Februar 2014 hatte sie mit 39,7 % deutlich vor Andreas Steinacker (GAL) mit 29,4 % geführt. Sie hat das Amt am 1. April 2014 angetreten und ist damit die erste Frau in diesem Amt, nachdem ihr Amtsvorgänger Friedrich von Ow-Wachendorf aus persönlichen Gründen aus seinem Amt ausgeschieden war.
- 1971–2001: Hugo Dieter
- 2001–31. März 2014: Friedrich von Ow-Wachendorf (CDU)
- Seit 1. April 2014: Christel Halm (CDU)

### Wappen und Flagge
| | | \| \| Blasonierung: „In Gold eine bewurzelte grüne Buche, belegt mit einem erniedrigten blauen Wellenbalken.“ \| \| Wappenbegründung: Der Baum symbolisiert den Schönbuch, der blaue Wellenbalken die Ammer. Die sechs emporstrebenden Äste und die sechs bodenständigen Wurzeln der Buche repräsentieren die sechs Dörfer, die heute Gemeindeteile Ammerbuchs sind. Gemeindewappen und Flagge wurden am 9. September 1975 vom Innenminister Baden-Württembergs genehmigt. Der blau-gelb längsgestreiften Bannerflagge ist das Wappen in der oberen Hälfte aufgelegt. \| \| |
| | Blasonierung: „In Gold eine bewurzelte grüne Buche, belegt mit einem erniedrigten blauen Wellenbalken.“ | |
| Wappenbegründung: Der Baum symbolisiert den Schönbuch, der blaue Wellenbalken die Ammer. Die sechs emporstrebenden Äste und die sechs bodenständigen Wurzeln der Buche repräsentieren die sechs Dörfer, die heute Gemeindeteile Ammerbuchs sind. Gemeindewappen und Flagge wurden am 9. September 1975 vom Innenminister Baden-Württembergs genehmigt. Der blau-gelb längsgestreiften Bannerflagge ist das Wappen in der oberen Hälfte aufgelegt. | | |

#### Historische Wappen
Die historischen Gemeindewappen, wie sie bis 1971 verwendet wurden:

Altingen
Breitenholz
Entringen
Pfäffingen
Poltringen
Reusten

## Kultur und Sehenswürdigkeiten

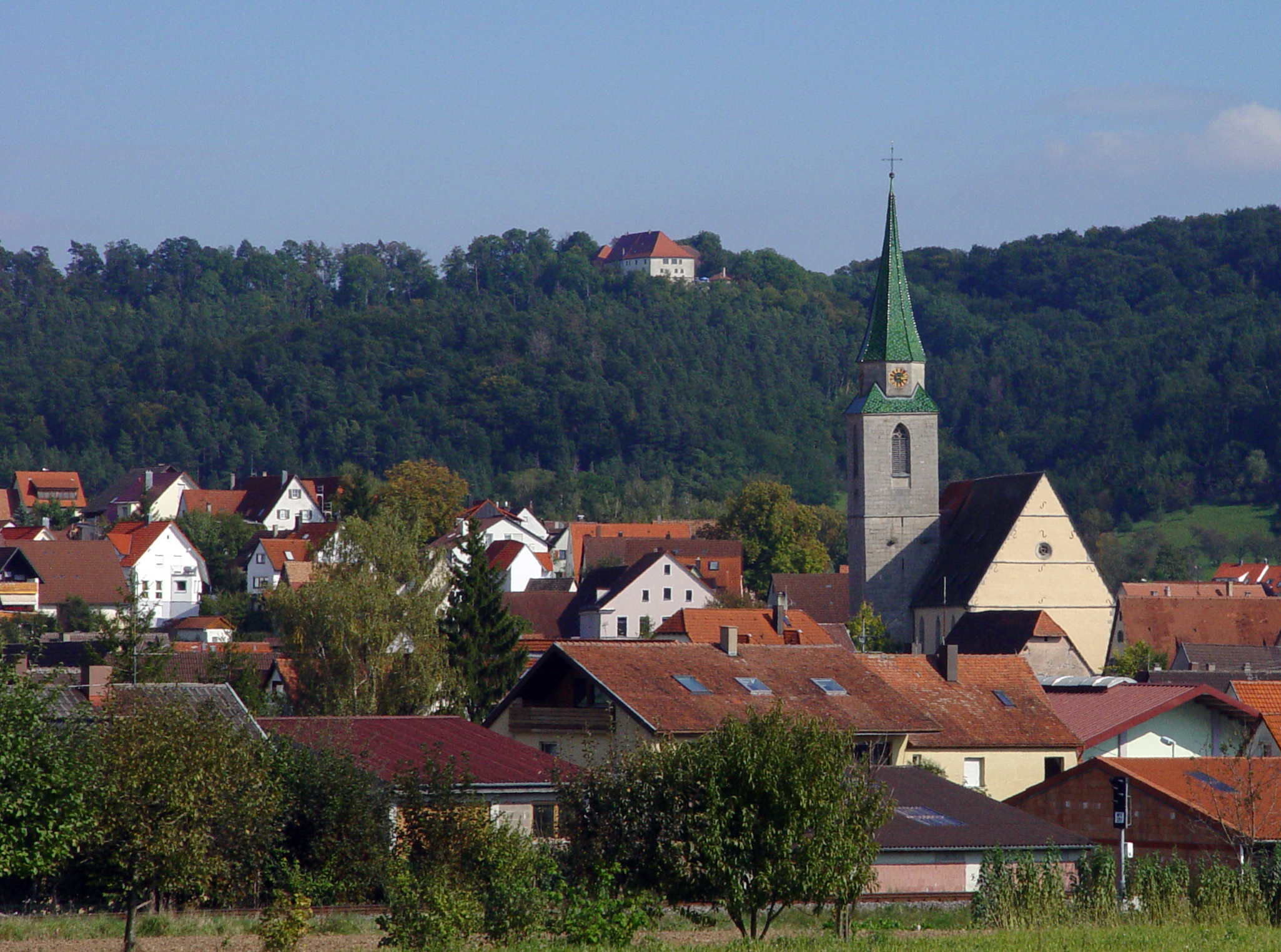
Michaelskirche in Entringen mit Schloss Hohenentringen im Hintergrund

### Bauwerke
- Schloss Hohenentringen oberhalb von Entringen aus dem 15. und 16. Jahrhundert (Zufahrt nur über Hagelloch)
- Michaelskirche in Entringen
- Michaelskirche in Pfäffingen[12]
- Wasserschloss und Mühle in Poltringen, nur von außen zu besichtigen
- St. Stephanus in Poltringen
- überwachsene Ruine der Burg Müneck oberhalb von Breitenholz
- überwachsene Ruine der Burg Kräheneck auf dem Kirchberg in Reusten

### Museen
- Kunstmuseum Manfred Luz in Ammerbuch-Entringen
- MUSEUM ANTHON Kunst im kleinen Bildformat in Ammerbuch-Breitenholz
- Open Air Museum „Ammerbucher Grenzstein Refugium“[13]

### Parks
- Naturpark Schönbuch

## Wirtschaft und Infrastruktur

### Verkehr

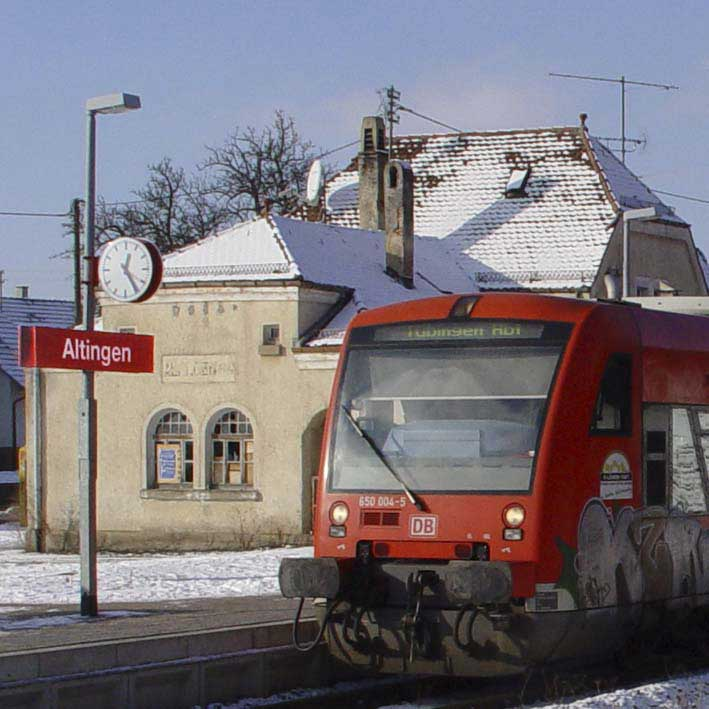
Ammertalbahn

Die Bundesstraße 296 verbindet die Gemeinde im Westen mit Herrenberg und dort mit der Bundesautobahn 81 und nach Osten mit Tübingen, Reutlingen und Ulm. Von dieser zweigt in Pfäffingen die Landesstraße 359 ab, die durch Pfäffingen, Poltringen, Reusten und Altingen führt.
Zwei Querverbindungen verbinden beide Straßen miteinander: die Kreisstraße 6916 verbindet Reusten mit Breitenholz; die 6917 Altingen und Kayh (an der B 296).
Die Ammertalbahn führt mit Stationen in Pfäffingen, Entringen und Altingen durch das Gemeindegebiet. Sie bindet die Gemeinde an Herrenberg, mit Anschluss zur Gäubahn, und an Tübingen, mit Durchbindung nach Bad Urach, an.
Der Öffentliche Nahverkehr ist in den Verkehrsverbund Neckar-Alb-Donau (naldo) integriert. Die Gemeinde befindet sich in der Wabe 110. Der Ortsteil Altingen liegt auf der Wabengrenze 110/501, der Ortsteil Pfäffingen auf der Wabengrenze 110/111.
Nördlich von Poltringen befindet sich der Landeplatz des Flugsportvereins Ammerbuch. Der Platz ist für kleine einmotorige Maschinen sowie für Segelflugzeuge ausgelegt.
Der Hohenzollern-Radweg passiert Ammerbuch am Schloss Hohenentringen. Er verläuft vom Bodensee über die hohenzollerischen Städte Sigmaringen und Hechingen und über Rottenburg am Neckar und Esslingen nach Weinstadt im Rems-Murr-Kreis.

### Medien
Die Presselandschaft Ammerbuchs wird vor allem durch zwei Tageszeitungen geprägt. Das Schwäbische Tagblatt stammt aus Tübingen und ist die verbreitetste Tageszeitung. Der Gäubote aus Herrenberg ist das zweite Blatt im Ort. Das Amtsblatt der Gemeinde ist Ammerbuch Aktuell, es erscheint wöchentlich am Donnerstag.

### Bildung
Ammerbuch hat in allen Ortsteilen außer Breitenholz und Reusten eine Grundschule. Hinzu kommt eine Gemeinschaftsschule in Entringen. Weiterführende Schulen finden sich in Herrenberg, Rottenburg und Tübingen.

## Persönlichkeiten

### Söhne und Töchter der Gemeinde

Wappen der Herren von Entringen

- Adalbert von Entringen (11. und 12. Jahrhundert), adliger Herr
- Ita von Entringen (1206–1273), Gattin von Swigger von Gundelfingen
- Beringer von Entringen († 1232), Bischof von Speyer von 1224 bis 1232
- Peter von Entringen, Ritter aus dem Hause derer von Entringen
- Eberhard von Entringen, um 1247 Dekan und Kanoniker in Straßburg
- Ritter Hugo von Müneck, Ministeriale des Grafen Rudolf von Tübingen, dem Sohn eines Pfalzgrafen von Tübingen
- Heinrich von Müneck, um 1286 Edelknecht (servus nobilis) und ab 1295 Ritter aus dem Hause derer von Hailfingen auf der Burg Müneck
- Konrad von Hailfingen genannt Poltringer († 1427), der 1423 Burg und Dorf Poltringen veräußerte, war 1423 und 1426 württembergischer Vogt in Reichenweier.
- Carl August Zeller (1774–1846), geboren auf Schloss Hohenentringen, schwäbischer Pädagoge
- Christian Heinrich Zeller (1779–1860), geboren auf Schloss Hohenentringen, deutscher Pädagoge
- Adolf Bauser (1880–1948), Politiker, Reichstagsabgeordneter, Landtagsabgeordneter (Württemberg), im Ortsteil Entringen geboren
- Hubert Lanz (1896–1982), General der Gebirgstruppe in der Wehrmacht, im Ortsteil Entringen geboren
- Eckhart Dietz (1933–2019), Bildhauer, im Ortsteil Pfäffingen geboren
- Roland Asch (* 1950), Rennfahrer DTM (1985–1994), Porsche 944 Cup, Porsche Carrera Supercup, STW, im Ortsteil Altingen geboren

### Personen in Verbindung mit Ammerbuch
- Hans Jellouschek (1939–2021), Theologe und Psychotherapeut
- Thilo Kehrer (* 1996), Fußball-Nationalspieler
- Kim Kulig (* 1990), Fußball-Nationalspielerin
- Fritz Wenninger (1899–1951), Sportler für Schwerathletik
- Beate Gauß (* 1984), Sportschützin, Olympiateilnehmerin